# Groupe ADP
Groupe ADP SA, precedentemente conosciuta come Aéroports de Paris (ADP) è una multinazionale francese attiva nell'ingegneria e gestione aeroportuale con sede a Parigi, in Francia. Controllata al 52,2% dallo stato francese, la società gestisce tramite la società Paris Aéroports gli aeroporti di Parigi-Charles de Gaulle, Parigi-Orly e Parigi-Le Bourget.
Il gruppo esporta le competenze sviluppate nel corso di molti anni sulla gestione aeroportuale attraverso due controllate coinvolte in grandi progetti in Francia e all'estero: ADPM (funzionamento degli aeroporti all'estero e di assistenza tecnica) e ADPI (gestione di progetti in materia di architettura e di ingegneria per impianti situati principalmente all'estero).

## Aeroporti
- Aeroporto di Parigi-Roissy
- Aeroporto di Parigi-Orly
- Aeroporto di Parigi-Le Bourget

## Altre attività
- 1 Salone internazionale dell'aeronautica e dello spazio di Parigi-Le Bourget
- 1 Musée de l'air et de l'espace
- 10 Aerodromi
- 1 Eliporto
- 1 Canale televisivo tematico interno

## Gestione aeroporti
Il gruppo ha già messo la sua esperienza e il suo know-how, attraverso la controllata ADPM, in tutto il mondo partecipando e collaborando alla gestione di 25 aeroporti nel mondo:
- Algeria : aeroporto di Algeri-Dar El Beïda
- Arabia Saudita : aeroporto di Jeddah-King Abdulaziz
- Belgio : aeroporto di Liegi
- Cambogia : aeroporto di Phnom Penh, aeroporto di Siem Reap
- Egitto : aeroporto di Abu Simbel, aeroporto di Assuan, aeroporto di Hurghada, aeroporto di Luxor, Aeroporto Internazionale di Marsa Alam[2], aeroporto di Sharm el-Sheikh
- Giordania : aeroporto di Amman-Queen Alia
- Guinea : aeroporto di Conakry
- Messico : aeroporto di Acapulco, aeroporto di Ciudad Juárez, aeroporto di Chihuahua, aeroporto di Culiacán, aeroporto di Durango,  aeroporto di Mazatlan, Aeroporto Internazionale General Mariano Escobedo (Monterrey), aeroporto di Reynosa, aeroporto di San Luis Potosí, aeroporto di Tampico, aeroporto di Zacatecas, aeroporto di Zihuatanejo

## Progettazione aeroporti
Il gruppo ha già messo la sua esperienza e il suo know-how, attraverso la controllata ADP-I, in tutto il mondo effettuando progettazione architettonica e tecnica di molti aeroporti, tra cui:
- Emirati Arabi Uniti : aeroporto di Abu Dhabi e aeroporto di Dubai.
- Bangladesh : aeroporto di Dacca.
- Brunei : aeroporto di Bandar Seri Begawan.
- Cina : aeroporto di Sanya e aeroporto di Shanghai-Pudong.
- Algeria : aeroporto di Algeri-Houari Boumedienne.
- Egitto : aeroporto de Il Cairo.
- Francia (al di fuori di Parigi) : aeroporto di Bordeaux-Mérignac, aeroporto di Montpellier-Méditerranée, aeroporto di Nizza-Côte d'Azur.
- Guadalupa : aeroporto di Pointe-à-Pitre-Le Raizet.
- Martinica : aeroporto di Fort-de-France-Aimé Césaire.
- Guinea : aeroporto di Conakry.
- Indonesia : aeroporto di Jakarta-Soekarno-Hatta.
- Iran : aeroporto di Teheran-Imam Khomeini
- Giappone : aeroporto di Kansai.
- Corea del Sud : aeroporto di Seoul-Incheon.
- Filippine : aeroporto di Manila-Ninoy Aquino.
- Qatar : aeroporto di Doha.
- Arabia Saudita : aeroporto di Jeddah-King Abdulaziz.
- Tanzania : aeroporto di Dar es Salaam.

## Azionisti
- Stato francese 52.1 %
- investitori istituzionali francesi 11.4 %
- investitori istituzionali stranieri 9.1 %
- azionisti individuali 8.6 %
- Schiphol Group 8.0 %
- Fonds Stratégique d'Investissement 8.0 %
- dipendenti 2.1 %
- Caisse des Dépôts et Consignations 0.6 %
- Autocontrôle 0.1 %

fonte: Euronext 10/04/2010